# 阿拉斯加 (新墨西哥州)
阿拉斯加（英語：Alaska）是位於美國新墨西哥州錫沃拉縣的非建制地區。

## 地理
阿拉斯加所處的海拔為高於海平面1847米（即6060英呎），而該地所採用的時區為UTC-7，即北美山地时区（MST）。同時該地設有夏令時間，為UTC-7調快一小時，即UTC-6（MDT）。